# Liste deutscher Porzellanbildner
Die Liste der Porzellanbildner  enthält Künstler, die Verdienste um die bildende Porzellankunst in Deutschland erworben haben und erhebt keinen Anspruch auf Vollständigkeit. Bitte helfen sie, diese Liste zu vervollständigen.

## Porzellanbildner
- Dominik Auliczek (1734–1804), Nymphenburger Porzellanmanufaktur
- Johann Christian Wilhelm Beyer (1725–1796), Modellmeister, Porzellanmanufaktur Ludwigsburg
- Berthold Boeß (1877–1957), Rosenthal AG
- Franz Anton Bustelli (1723–1763), Porzellanmanufaktur Nymphenburg
- Jens Peter Dahl-Jensen (1874–1960), Modellmeister bei Bing & Grøndahl
- Johann Friedrich Eberlein (1695–1749), Königliche Porzellanmanufaktur Meißen,
- Johann Simon Feilner (1726–1798), Höchster Porzellanmanufaktur, Porzellanmanufaktur Fürstenberg, Frankenthal
- Max Hermann Fritz (1873–1948), Königliche Porzellanmanufaktur Meißen, Porzellanfabrik Fraureuth und Rosenthal AG
- Anton Grassi (1755–1807), Modellmeister, Wiener Porzellanmanufaktur
- Fritz Heidenreich (1895–1966), Rosenthal AG
- Karl Himmelstoß (1872–1967), Nymphenburger Porzellanmanufaktur, Rosenthal AG, Heinrich Porzellan, Porzellanfabrik Lorenz Hutschenreuther, Königliche Porzellan-Manufaktur Berlin
- Konrad Hentschel (1872–1907), Königliche Porzellanmanufaktur Meißen
- Constantin Holzer-Defanti (1881–1951), Hutschenreuther, Rosenthal und Porzellanfabrik Fraureuth
- Johann Joachim Kändler (1706–1775), Königliche Porzellanmanufaktur Meißen
- Theodor Kärner (1884–1966), Nymphenburger Porzellanmanufaktur, Rosenthal AG, Porzellanmanufaktur Allach
- Johann Peter Melchior (1747–1825), Höchster Porzellanmanufaktur, Frankenthal, Nymphenburger Porzellanmanufaktur
- Friedrich Elias Meyer (1723–1785), Königliche Porzellanmanufaktur Berlin
- Trude Petri (1906–1998), Königliche Porzellanmanufaktur Berlin
- Carl Christoph Punct († 1765), Königliche Porzellanmanufaktur Meißen
- Ernst Heinrich Reichard († 1764), Königliche Porzellanmanufaktur Berlin
- Johann Baptist Stahl (1869–1932), Reliefkunst, Phanolith Villeroy & Boch